# Bill Bailey
Bill Bailey, születési nevén Mark Robert Bailey, (Bath, 1965. január 13. –) angol komikus, zenész, színész, televíziós és rádiós személyiség.

## Pályafutása
Az angliai Keynshamben nőtt fel, Anglia nyugati felén. Mind a zenében, mind a sportban kiváló tanulmányi eredményenyeket ért el.
A Channel 4 2007-es szavazáson hetedik lett a 100 Legjobb Stand Up-os között; majd 2010-ben megint.
Legismertebb szerepét a Black Booksban alakította.
Mint komikus, több világkörüli turnén részt vett részt.

## Turnék
- Cosmic Jam (1995)
- Bewilderness (2001)
- Part Troll (2004)
- Steampunk (2006) (Edinburgh Festival)
- Tinselworm (2008)
- Bill Bailey Live (2008–09) (színházi turné)
- Remarkable Guide to the Orchestra (2009)
- Dandelion Mind (2010)
- Dandelion Mind – Gently Modified (2011)
- Qualmpeddler (2012–2013)
- Limboland (2015–2016)
- Larks In Transit (2016) (Australia & New Zealand)
- Larks In Transit (2018) (UK)
- The Earl of Whimsy (2018) (Australia & New Zealand)

## DVD-k
- Bewilderness (2001)
- Part Troll (2004)
- Cosmic Jam (2005)
- Bill Bailey – The Classic Collection (2006)
- Tinselworm (2008)
- Bill Bailey – The Collector’s Edition (2008)
- Bill Bailey’s Remarkable Guide to the Orchestra (2009)
- Bill Bailey – The Inevitable Boxset (2009)
- Dandelion Mind (2010)

## Filmográfia

### Rövidfilmek
- 1999: The Stick Up
- 1999: My Wife
- 2011: Pythagasaurus
- 2015: Love Song

### Videók
- 2001: Otis Lee Crenshaw: Live

### Filmes szerepek
| Év   | Cím                                                                   | Szerep            | Magyar hangja  |
| ---- | --------------------------------------------------------------------- | ----------------- | -------------- |
| 1989 | 80 nap alatt a Föld körül (Around the World in 80 Days)               | Phillips kapitány | n.a            |
| 2000 | Fűbenjáró bűn (Saving Grace)                                          | Vince             | n.a            |
| 2004 | Terhelt Terkel                                                        | narrátor          |                |
| 2005 | Galaxis útikalauz stopposoknak (The Hitchhiker's Guide to the Galaxy) | Ámbrás cet hangja | Fazekas István |
| 2007 | Vaskabátok (Hot Fuzz)                                                 | Turner őrmester   | Földi Tamás    |
| 2010 | Nanny McPhee és a nagy bumm (Nanny McPhee and the Big Bang)           | Macreadie farmer  | n.a            |
| 2010 | Burke & Hare                                                          | Hangman           |                |
| 2011 | Szerelem az Alpokban (Chalet Girl)                                    | Bill              | Szívós Győző   |
| 2015 | Michael McIntyre's Easter Night at the Coliseum                       | vendég            |                |
| 2016 | Bibi vs. Selena                                                       | ?                 |                |
| 2017 | Le grand méchant renard et autres contes...                           | a kacsa hangja    |                |
| 2024 | A sárkányőrző (Dragonkeeper)                                          | Wang Chao hangja  | Csuha Lajos    |

### Televíziós szereplések
| Év        | Cím                                            | Szerep             | Megjegyzés                    |
| --------- | ---------------------------------------------- | ------------------ | ----------------------------- |
| 1993      | The Full Monty                                 | ?                  | 5 epizód                      |
| 1994      | Blue Heaven                                    | Boris              | 1 epizód                      |
| 1996      | Asylum                                         | páciens            | 1 epizód                      |
| 1999–2001 | Spaced                                         | Bilbo Bagshot      | 3 epizód                      |
| 2000      | TV to Go                                       | különböző szerepek | 1 epizód                      |
| 2000–04   | Black Books                                    | Manny              | 18 epizód                     |
| 2001–03   | Jonathan Creek                                 | Kenny Starkiss     | 2 epizód                      |
| 2002–04   | Wild West                                      | Doug               | 8 epizód                      |
| 2004      | 15 Storeys High                                | Mr Pirbright       | 1 epizód                      |
| 2006      | The Late Late Show with Craig Ferguson         | NASA kutató        | 1 epizód (nincs a stáblistán) |
| 2008      | Skins                                          | Walter             | 2 epizód                      |
| 2008      | Love Soup                                      | Elliot Anderson    | 1 epizód                      |
| 2009–12   | Hustle                                         | Cyclops            | 3 epizód                      |
| 2010      | Little Crackers                                | Bill               | 1 epizód                      |
| 2011      | Ki vagy, doki? (Doctor Who)                    | Droxil             | 1 epizód                      |
| 2012      | Threesome                                      | Mr Scrutton        | 1 epizód                      |
| 2013      | It's Kevin                                     | különböző szerepek | 1 epizód                      |
| 2015      | Funny Valentines                               | ?                  | 1 epizód                      |
| 2017–20   | In the Long Run                                | Bagpipes           | 19 epizód                     |
| 2018      | Kisvárosi gyilkosságok (Midsomer Murders)      | Darwin Chipping    | 1 epizód                      |
| 2018      | 4 O'Clock Club                                 | Karácsony apó      | 1 epizód                      |
| 2020      | Roald & Beatrix: The Tail of the Curious Mouse | Bona Fide Gent     | tévéfilm                      |
| 2021      | Ant & Dec's Saturday Night Takeaway            | Dr. Russ           | 2 epizód                      |
| 2021      | The Jungle Book: The Mowgli Stories            | ?                  | 9 epizód                      |
| 2021      | My Life is Murder                              | Enzo Pavone        | 1 epizód                      |
| 2021      | Double Trouble                                 | Dr. Russ           | tévéfilm                      |
| 2021      | Worzel Gummidge                                | Mr Peregrine       | 1 epizód                      |
| 2022      | Best & Bester                                  | Grumpy Pants       | ?                             |
| 2022      | The Smeds and the Smoos                        | Smed nagypapa      | tévéfilm                      |

## További információ
- Hivatalos oldal
- Bill Bailey a Facebookon
- Bill Bailey a PORT.hu-n (magyarul)
- Bill Bailey az Internetes Szinkronadatbázisban (magyarul)
- Bill Bailey az Internet Movie Database-ben (angolul)
- Bill Bailey a Rotten Tomatoeson (angolul)